# Alfabet hawajski
Alfabet hawajski – alfabet, oparty na alfabecie łacińskim, służący do zapisu języka hawajskiego.
Składa się z 12 liter oraz jednego symbolu, przez co jest prawdopodobnie najkrótszym alfabetem na świecie. Litery: a, e, h, i, k, l, m, n, o, p, u oraz w. Zwarcie krtaniowe jest oznaczane przez pojedynczy otwierający apostrof ‘, zwany ‘okina. Znak makronu (kahakō od kaha „znak” i kō „długi”) nad samogłoskami używany jest, by zaznaczyć samogłoskę długą.
W języku hawajskim istnieją tylko 162 sylaby i również jest to najskromniejszy zbiór spośród wszystkich języków świata.